# Конвенция самодисциплинирования хакеров
«Конвенция самодисциплинирования хакеров» — программный документ, выпущенный китайскими хактивистами в сентябре 2011 года. Он декларировал морально-этические ограничения и правила, которым обязаны руководствоваться члены хакерских группировок.

## Общая информация
Сведения о появление в китайских хакерских сообществах разнообразных неформальных регламентов, определяющих деятельность и поведение их членов, циркулировали достаточно давно. В 2007 году стало известно о существование своеобразного кодекса в группах «красных хакеров», в соответствии с которым им запрещалось заниматься нанесением ущерба любым китайским сетям и онлайн-ресурсам.  
«Конвенция самодисциплинирования хакеров» увидела свет благодаря усилиям двух лидеров хакерского сообщества КНР. Известные китайские киберактивисты Гонг Вэй и Ван Тао сформулировали свой призыв к хакерским кругам страны воздержаться от любых форм киберпреступности и взять на себя ряд добровольных самоограничений. Опубликовав этот документ его авторы предпочли не давать дальнейших комментариев.
Данный документ требовал от действующих хакеров отказаться от кражи финансовых средств у населения, а также запрещал распространять информацию и инструменты для извлечения нелегальной прибыли из хакерства. Кроме этого, в тексте конвенции заявлялась неприкосновенность личных данных всех членов общества и в особенности — несовершеннолетних и детей. Любые операции по их покупке или продаже объявлялись неприемлемыми.
По мнению авторов, хакерами считаются только те, кто не наносит ущерба своей деятельностью и не участвует в политике. Их задачей является развитие Интернета и информационных технологий путём поиска уязвимостей в сетях.